# Round Lake (Minnesota)
Pour les articles homonymes, voir Round Lake.
La ville de Round Lake est située dans le comté de Nobles, dans l’État du Minnesota, aux États-Unis. Sa population s’élevait à 376 habitants lors du recensement de 2010, estimée à 374 habitants en 2017.

## Source
- (en) Cet article est partiellement ou en totalité issu de l’article de Wikipédia en anglais intitulé « Round Lake, Minnesota » (voir la liste des auteurs).